# The Moon and the Melodies
The Moon and the Melodies — п'ятий студійний альбом англійської групи Cocteau Twins, який був випущений 10 листопада 1986 року.

## Композиції
1. Sea, Swallow Me — 3:09
2. Memory Gongs — 7:27
3. Why Do You Love Me? — 4:51
4. Eyes are Mosaics — 4:09
5. She Will Destroy You — 4:17
6. The Ghost Has No Home — 7:35
7. Bloody and Blunt — 2:13
8. Ooze Out and Away, Onehow — 3:39

## Склад
- Елізабет Фрейзер — вокал
- Робін Ґатрі — гітара
- Гарольд Бадд — фортепіано
- Саймон Реймонд — бас-гітара